# ب‌ام‌و ۵۰۱

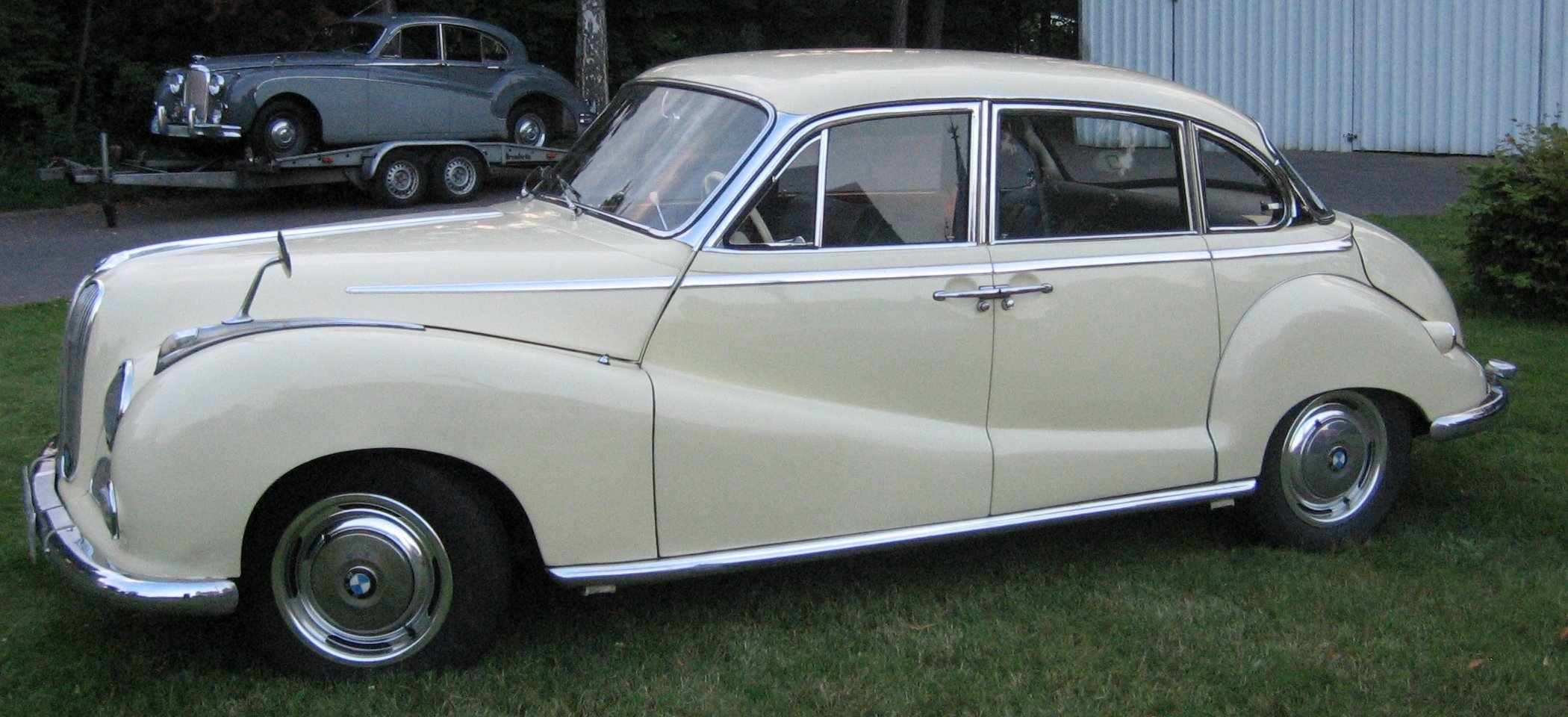

ب‌ام‌و ۵۰۱ (BMW ۵۰۱) خودرویی است که در سال‌های October ۱۹۵۲ تا ۱۹۶۲تولید شده‌است.
طراحی آن خودروهای موتور جلو-محور عقب بوده طول آن در حالت طبیعی ۴٬۷۳۰ میلیمتر (۱۸۶ اینچ)، عرض آن در حالت طبیعی ۱٬۷۸۰ میلیمتر (۷۰ اینچ)، ارتفاع آن در حالت طبیعی ۱٬۵۳۰ میلیمتر (۶۰ اینچ) و وزن آن در حالت طبیعی ۱٬۳۴۰ کیلوگرم (۲٬۹۵۰ پوند) است. سیستم جعبه‌دندهٔ آن به صورت دستی است.